# Gallieniella blanci
Espèce
Gallieniella blanci est une espèce d'araignées aranéomorphes de la famille des Gallieniellidae.

## Distribution
Cette espèce est endémique de Madagascar.

## Description
Le mâle holotype mesure 3,38 mm.
La femelle décrite par Platnick en 1995 mesure 4,57 mm 

## Étymologie
Cette espèce est nommée en l'honneur de Charles Pierre Blanc.

## Publication originale
- Platnick, 1984 : Studies on Malagasy spiders, 1. The family Gallieniellidae (Araneae, Gnaphosoidea). American Museum Novitates, no 2801, p. 1-17 (texte intégral).